# Zographus oculator
Zographus oculator là một loài bọ cánh cứng trong họ Cerambycidae.